# NGC 1223
NGC 1223 是天球赤道以南波江座的一個星系（椭圆星系）。它距离银河系有3.88亿光年，直径约为14万Lj。它在哈伯序列中屬於cD。NGC 1221、NGC 1225和IC 1886等星系和它處於同一區域。該星系由法蘭斯·萊文沃思於1886年发现。